# Drobenka

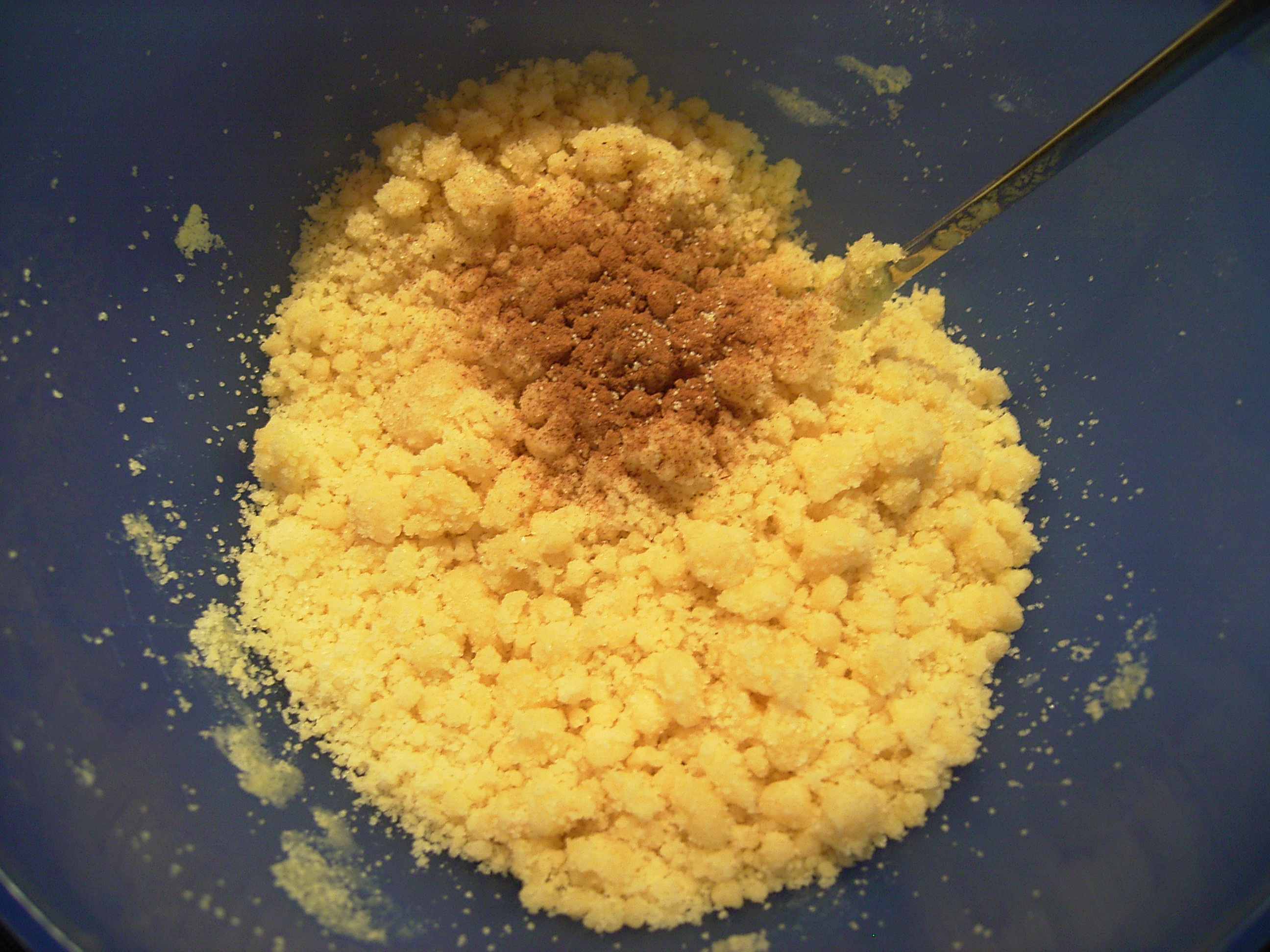
Drobenka pro drobenkový koláč

Drobenka neboli žmolenka (někdy také posypka či posýpka) je směs tuku, cukru a mouky, popřípadě i dalších přísad, která se používá pro zdobení koláčů a jiného sladkého pečiva. Na pečivo se sype před jeho pečením. Použít lze jak cukr krystal, tak cukr moučka. Jako tuk je možné využít například slunečnicový olej. 